# Cucullia praecana
Cucullia praecana là một loài bướm đêm trong họ Noctuidae.